# Sigismund Tagage
Sigismund Tagage F.I.C., bekend als broeder Sigismund of broeder Tagage (Venlo, 9 september 1922 - Maastricht, 26 april 2012), was een Nederlands broeder en priester, onderwijzer/docent, auteur, autodidact historicus en schatbewaarder van de Sint-Servaaskerk in Maastricht. Als priester was hij behoudend, een verdediger van de traditionele christelijke waarden, hoewel hij andersdenkenden respecteerde. Tagage publiceerde talloze geschriften en stimuleerde anderen om onderzoek te doen naar Sint-Servaas, zijn kerk en de talloze kunstschatten die zich in die kerk bevinden. Hij geldt als degene die de Schatkamer van de Sint-Servaasbasiliek uit de obscuriteit hielp en tot een internationaal bekend museum van religieuze en middeleeuwse kunst maakte.

## Biografische schets

### Familieachtergrond en studie
Sigismund Tagage werd geboren als Lambertus Maria ("Bèr") Tagage en groeide op in een katholiek, Noord-Limburgs gezin in Venlo. Naar eigen zeggen stamde hij af van Hongaarse voorvaderen met de achternaam Takach, die via Frankrijk in Venlo waren terechtgekomen. Zijn oudste broer, drs. Jean Marie Baltus ("Jo") Tagage (1913-1985), was priester-leraar klassieke talen in Rolduc en auteur van twee studies over de liturgische handboeken (ordinaria) van de Maastrichtse kapittelkerken, alsmede enkele artikelen over middeleeuwse inscripties en getallensymboliek.
In 1939 verhuisde Bèr Tagage, nauwelijks zeventien jaar oud, naar Maastricht om de opleiding tot onderwijzer te volgen aan de Kweekschool van de Broeders van de Onbevlekte Ontvangenis aan de Tongerseweg.

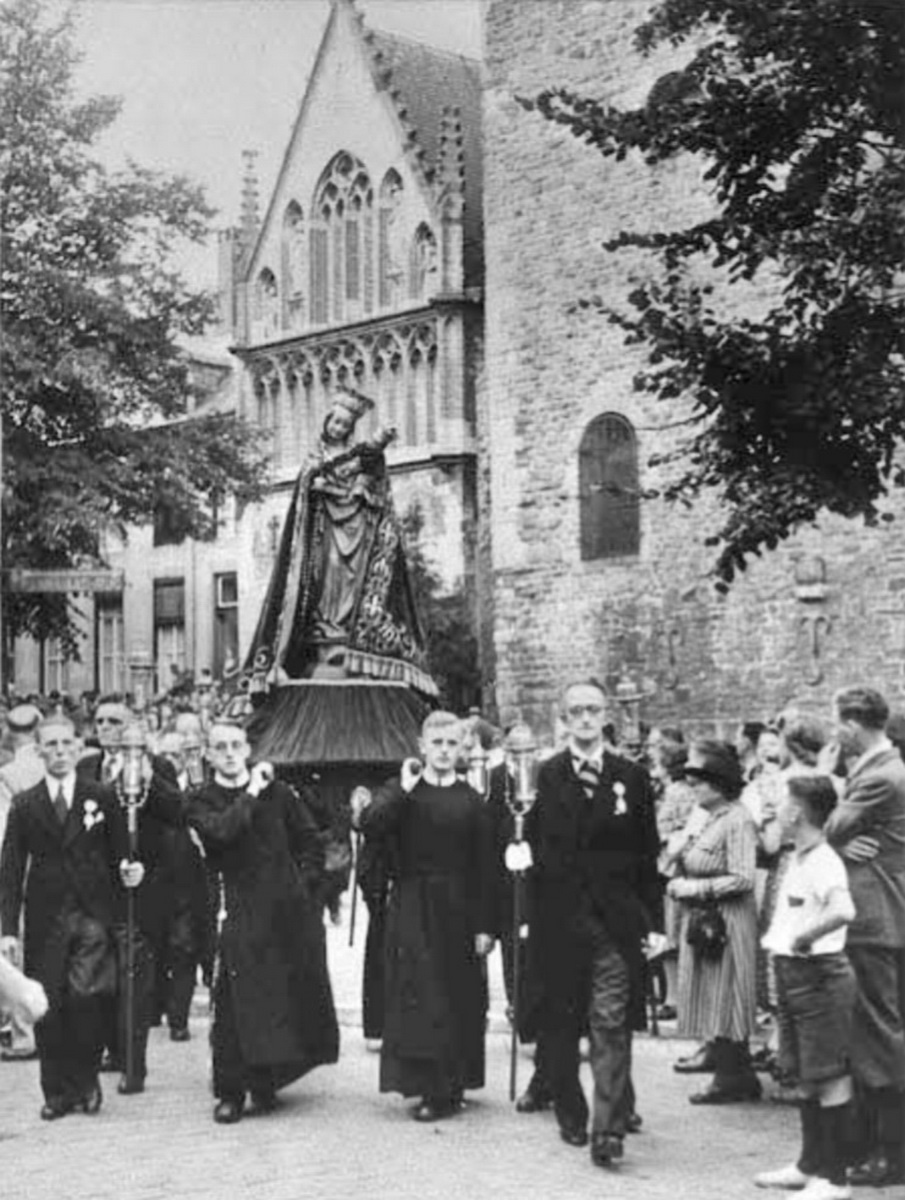
Broeder Sigismund Tagage als drager (links) van het beeld van de Sterre der Zee tijdens een processie of bidweg (1947)

### Broeder en leraar
Op 15 augustus 1944 legde hij zijn plechtige geloften af, waarmee hij definitief toetrad tot de congregatie van de Broeders van de Onbevlekte Ontvangenis van Maria (F.I.C.), een onderwijscongregatie die beter bekend is als de "broeders van Maastricht". Dat gebeurde in de (omstreeks 1980 afgebroken) neogotische kapel van het Beyartklooster, het moederhuis van de congregatie in Maastricht. Broeder Sigismund vervulde zijn dagelijkse en geestelijke plichten als lid van de congregatie met grote toewijding. Daarnaast verdiepte hij zich onder meer in de geschiedenis van de congregatie en haar stichters.
Tagage begon in 1945 als onderwijzer op de Sint-Aloysiusschool, een middenklasseschool gelegen naast het klooster aan de Brusselsestraat. Tien jaar later stapte hij over naar de Sint-Bernardusschool, gelegen in de Capucijnengang in de veel armere Sint-Matthiasparochie. Hij had een bijzondere voorliefde voor de kansarme jeugd, zowel in deze parochie, als ook later in de parochies waar hij als priester werkzaam was. Als onderwijzer blonk hij uit door zijn aangeboren weetgierigheid, zijn verteltalent en het vuur om kennis te verspreiden. De Utrechtse architectuurhistoricus prof. dr. A.J.J. Mekking vergeleek hem met de middeleeuwse scholasters, zoals die ook eeuwenlang aan de kapittelschool van Sint-Servaas verbonden waren.
Van 1965 tot 1980 was Tagage leraar geschiedenis en aardrijkskunde aan de scholengemeenschap voor mavo en havo "Oud-Vroenhoven", gevestigd in de voormalige kweekschool van de Broeders. Tagage was tevens een aantal jaren docent aan de priesteropleiding van het bisdom Roermond.

### Schatbewaarder en redacteur

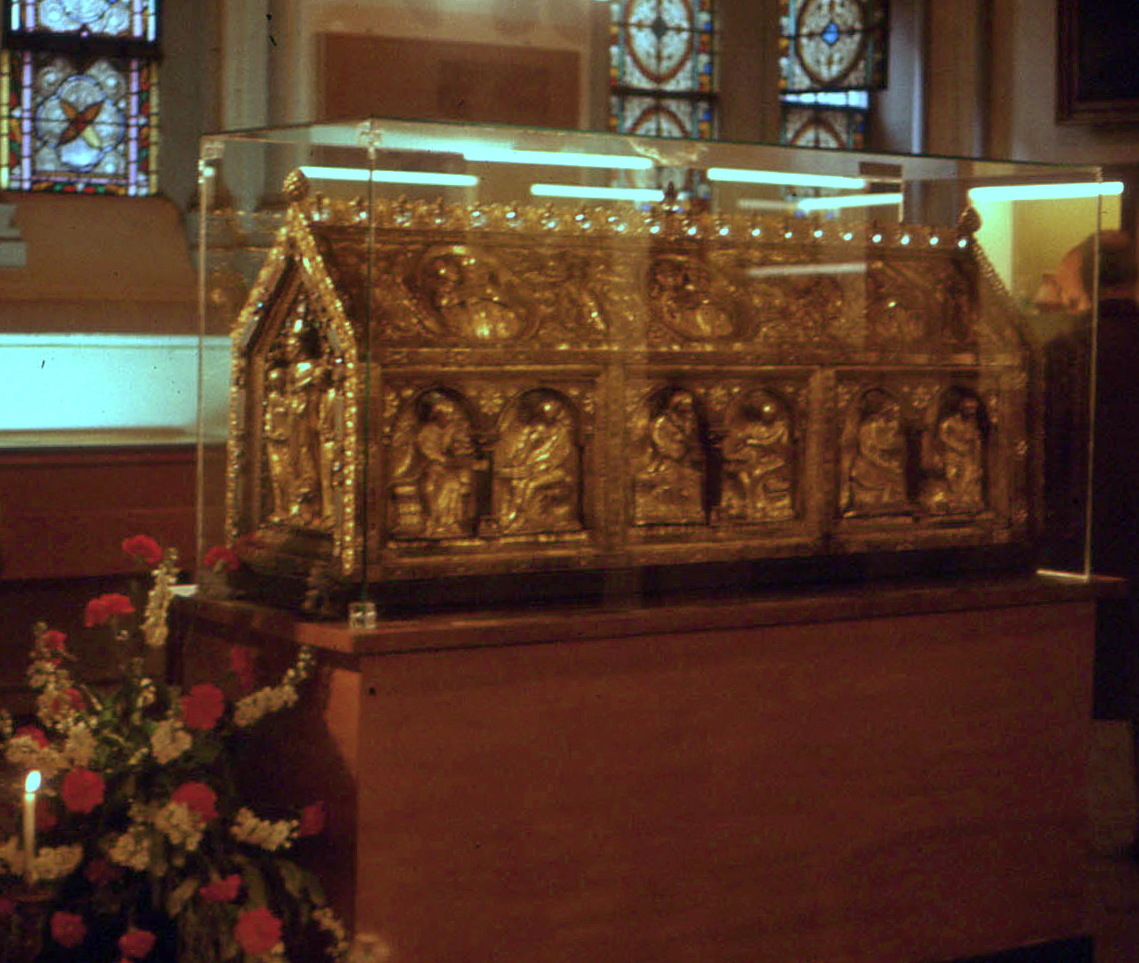
De Noodkist in de oude schatkamer (1972). Rechts achter het schrijn is nog net schatbewaarder Tagage te zien

Broeder Sigismund Tagage was vanaf de jaren 1960 bijna vijftig jaar custos, thesaurarius of schatbewaarder (in feite conservator) van de schatkamer van de Sint-Servaaskerk, een functie die toen al minstens duizend jaar bestond. Hij was tevens oprichter en voorzitter van de Stichting Schatkamer van Sint Servaas. Op zijn initiatief verhuisde de schatkamer in 1982 naar haar oorspronkelijke plek, de elfde-eeuwse Dubbelkapel, die geheel gerestaureerd en heringericht werd. Tagage was bijzonder trots op de schatkamer en met name op haar grootste schat, de Noodkist van Sint-Servaas. Bij zijn talrijke rondleidingen herhaalde hij graag de woorden van een voormalig directeur van het Rijksmuseum Amsterdam, die dit pronkstuk van Maaslandse edelsmeedkunst ooit betitelde als "de Nachtwacht van het zuiden".
Door zijn toedoen kreeg de schatkamer in de jaren 1980 en 1990 veel aandacht, zowel van de pers, als van wetenschappelijke zijde. De langdurige en sterk in de publieke belangstelling staande restauratie van de Sint-Servaas leidde in deze periode tot een stroom van publicaties over de kerk en haar kunstschatten, waarbij Tagage als inspirerend schatbewaarder een belangrijke ondersteunende rol speelde. Gerenommeerde auteurs als Karl Hauck, Anna Muthesius, Renate Kroos, Aart Mekking, Jos Koldeweij en Annemarie Stauffer gaven uitdrukking van hun waardering voor Tagages hulpvaardigheid bij hun onderzoek. Tevens was hij redacteur en stuwende kracht van het tweemaandelijks verschijnend restauratie-informatiebulletin De Sint Servaas (1981-1992), waarin veel van zijn (kleinere) bijdragen vaak anoniem verschenen. 

### Priester en zielenherder
Omstreeks 1976 ontstond bij Tagage de wens om priester te worden. Zijn motivatie was naar eigen zeggen: "om in de geest van mgr. Louis Rutten zich in te zetten om het godsdienstig indifferentisme in onze stad Maastricht te bestrijden". Hij begon zijn priesterstudie aan het in 1974 door bisschop Joannes Gijsen opgerichte Grootseminarie Rolduc. Hij was zeker niet de eerste broeder binnen de congregatie die een priesterwens uitte, maar het werd niet aangemoedigd. In 1979 besloot het generaal kapittel van de Broeders van de Onbevlekte Ontvangenis van Maria zelfs definitief hiervoor geen toestemming meer te geven. Desondanks mocht Tagage zijn studie afmaken. Op 20 september 1980 werd hij door mgr. Gijsen in de abdijkerk van Rolduc tot diaken gewijd en op 13 juni 1981 volgde de priesterwijding in de kathedraal van Roermond.

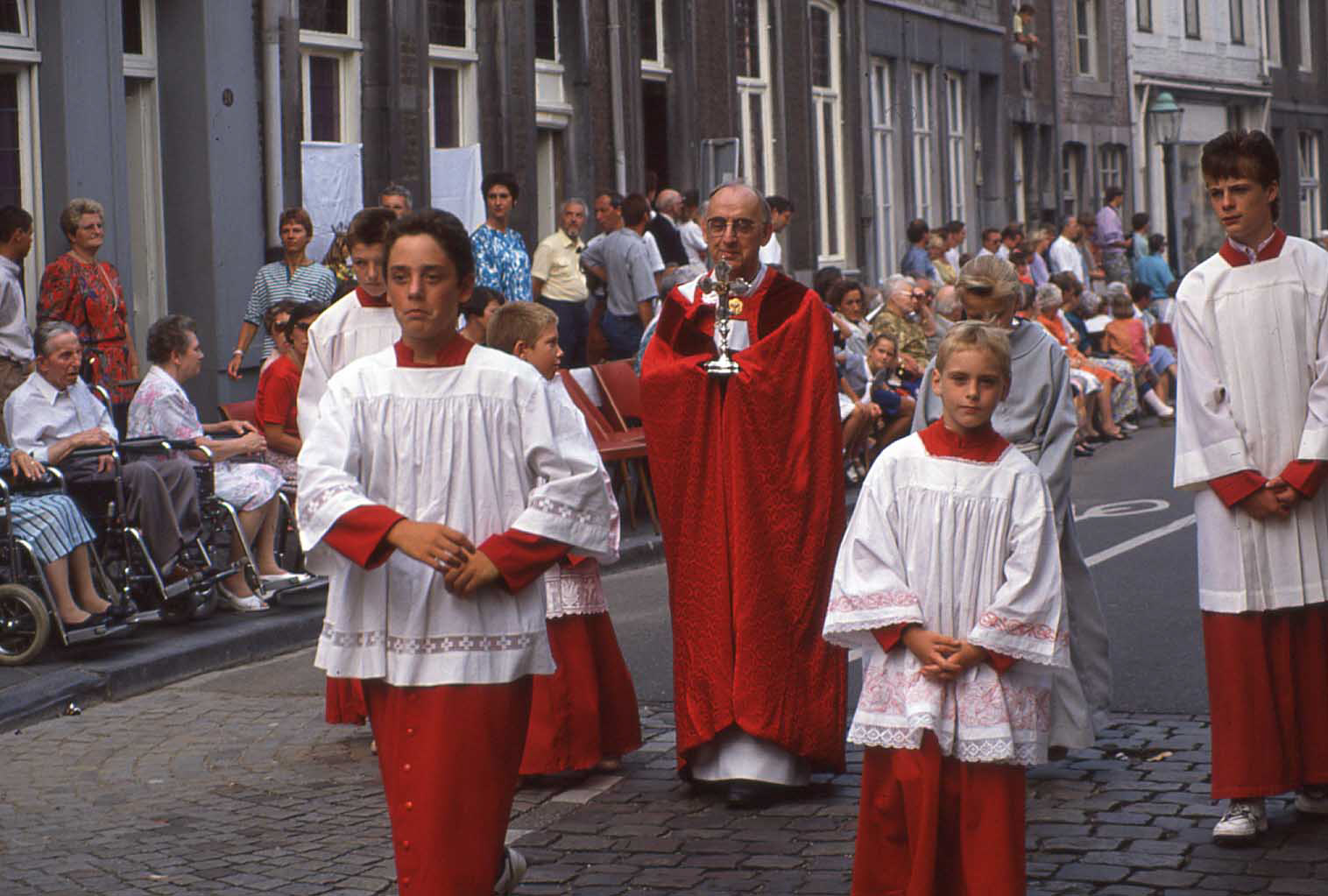
Tagage als pastoor van de Sint-Guliëlmus-parochie tijdens de Heiligdomsvaart van 1990

Tagage was in 1981-1982 als (ambulant) kapelaan verbonden aan de vier Maastrichtse centrumparochies en de Onbevlekt Hart van Mariaparochie in Mariaberg, een volkswijk op de westelijke Maasoever. In 1982 verhuisde hij naar Gronsveld, waar hij vier jaar kapelaan was in de Sint-Martinusparochie. Van 1986-1996 was hij pastoor (eerst enkele maanden waarnemend pastoor) van de Sint-Guliëlmusparochie, in de op de oostelijke Maasoever gelegen volkswijk Wittevrouwenveld. Hij zette zich daar met vasthoudendheid in om zijn parochianen dichter bij elkaar te brengen en om het beeld van de wijk naar buiten toe te verbeteren. Toen de Guliëlmuskerk werd gesloten en de parochie werd samengevoegd met die van Onze Lieve Vrouw van Lourdes, bleef hij nog een jaar als parochieel administrator verbonden aan kerk en pastorie. In november 1996 werd Tagage benoemd tot rector van het Bejaardencentrum Campagne te Maastricht. Hij woonde in die tijd niet in de instelling zelf, maar in een appartement in de achterliggende Sauterneslaan, totdat hij in 2001 met emeritaat ging. Voor een Rooms-Katholiek priester is de dagelijkse viering van de H. Mis echter min of meer een bestaansreden. Omdat De Beyart Tagage daarvoor geen platform bood (de oude kapel was afgebroken en de nieuwe voldeed niet voor dit doel), celebreerde hij bijna dagelijks als onbezoldigd parochie-assistent de vroegmis in de Sint-Servaas. Het eind twintigste eeuw steeds nijpender priestertekort leidde er toe, dat hij ondanks zijn gevorderde leeftijd incidenteel ook nog waar nodig inviel als celebrant, of als assistent. Terugkijkend op zijn ruim twintig jaar durende werkzaamheid als parochiegeestelijke gaf hij in later jaren aan, dat 'Wittevrouwenveld' de mooiste periode in zijn leven was geweest. In zijn eigen woorden: "Ondanks het feit dat ik een Venlonaar ben, had ik daar het oprechte gevoel dat ik 'enne vaan us' was".

### Historicus
Tagage had grote belangstelling voor geschiedenis en ontwikkelde zich door zelfstudie tot historicus, en tot kunsthistoricus binnen zijn terreinen van expertise. Daarbij kreeg hij steun van zijn leeftijdgenoot binnen de congregatie, br.drs. Winifred Ubachs, na het loslaten van de kloosternaam: Pierre Ubachs. Zij zouden tezamen verschillende kleinere publicaties uitgeven met betrekking tot de congregatie en haar voorgangers op de locatie van het moederhuis aan de Brusselsestraat: het middeleeuwse zusterklooster De Beyart en het Cellebroedersklooster. 
Werkzaam in het primair onderwijs in Maastricht, schreef Tagage in 1962/1963 een Schets van het lager onderwijs in Maastricht, 1794-1840. Het 185 bladzijden omvattend artikel begaf zich op onbetreden terrein en is sindsdien uitgangspunt geweest voor verder onderzoek. 
Bij het 125-jarig bestaan van zijn congregatie in 1965 publiceerde Tagage het eerste deel van een zeer gedegen studie: Maastricht, bakermat van een congregatie, 1800-1850. Het boek beschreef de politieke, kerkelijke, maatschappelijke en culturele achtergronden van de stad Maastricht in de eerste helft van de negentiende eeuw, en daarin opgenomen de eerste tien jaar van de congregatie. Van belang was daarin de rol van Josephina Vaessen, in de beginjaren haar belangrijkste weldoenster. Het boek geldt nog steeds als een van de weinige betrouwbare studies voor die periode. Tot een vervolgstudie kwam het echter niet. Daardoor ontbreekt nog altijd een moderne beschrijving van de geschiedenis van de congregatie. Ubachs oordeelde dat de 'Bakermat' grote kwaliteit bezat en dat Tagage er mogelijk op had kunnen promoveren, als hij er de vooropleiding voor had gehad. Dat was ruim vijftig jaar geleden echter een groter struikelblok dan in de 21e eeuw.
In later jaren heeft Tagage zich beperkt tot korte brochures en historische en kunsthistorische artikelen, die vaak in het verlengde lagen van zijn ambt als schatbewaarder van de Sint-Servaasbasiliek. Uitzondering was een derde groot onderzoek, dat in 1974 resulteerde in een 220 pagina's omvattend, baanbrekend artikel over de Franse Tijd in zijn geboortestreek Noord-Limburg: ‘Vrijheid, Gelijkheid en Broederschap’ in het kanton Venlo, 1794-1800.
Tagage besteedde jaren aan de samenstelling van een kaartsysteem inzake de verkoop van de nationale goederen in de Franse Tijd (1795-1815), maar werkte dit alleen uit in een artikel over de goederen van het kapittel van Sint-Servaas (1962). Zijn laatste jaren besteedde hij aan onderzoek in de middeleeuwse archieven van het Maastrichtse Kruisherenklooster, die, geschreven in het Latijn en vol middeleeuwse contracties, tegenwoordig slechts voor weinig onderzoekers toegankelijk zijn. Hij transcribeerde en vertaalde ze, maar heeft dat werk niet kunnen afmaken.

### Overige activiteiten
In de jaren 1950 zette broeder Tagage, samen met enkele medebroeders, zich in voor het behoud van de Maastrichtse Cellebroederskapel. Het voormalige klooster van de cellebroeders, sinds 1940 behorend bij het kloosterterrein van de Beyart, was zodanig in verval dat enkele kloostervleugels moesten worden afgebroken. Door de inzet van de broeders bleef de kapel behouden en werd van 1963 tot 1966 gerestaureerd.

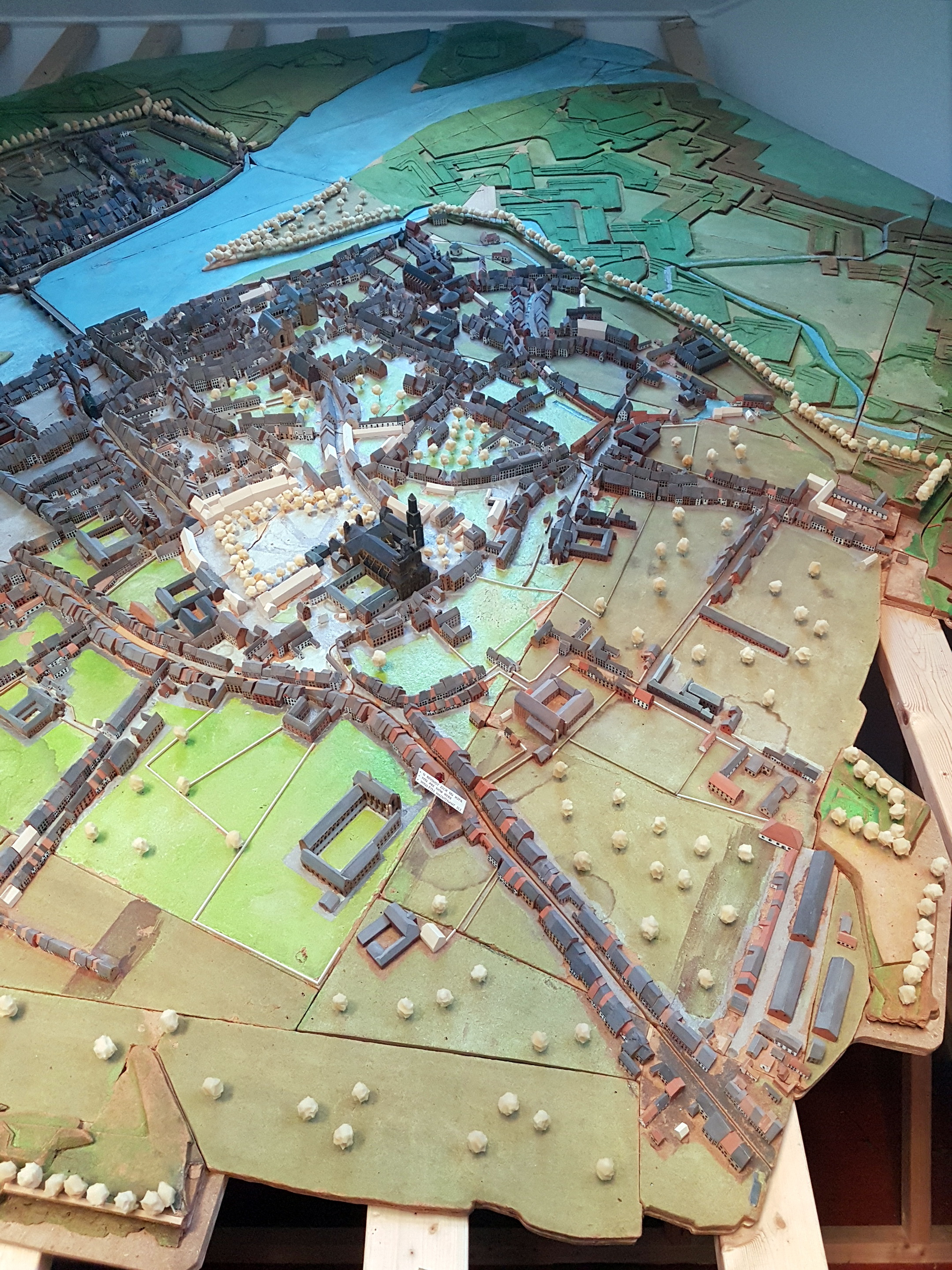
Deel van de maquette van Tagage (2018)

Eveneens in de jaren 1950 bouwde Tagage, met enkele medebroeders en bevriende vrijwilligers, vijf jaar lang aan een stadsmaquette van Maastricht. De circa 20 m2 grote maquette (schaal 1:500) toont de stad zoals deze er omstreeks 1790 uitzag, met de ring van vestingwerken, zoals die omstreeks 1850 bestond. Omdat de maquette niet consequent de situatie in één bepaalde periode weergeeft, werd deze door sommigen als historisch minder interessant gezien. Tagage voelde zich door de kritiek sterk aangesproken en wilde er na een expositie in het Emile de Stuers-gebouw in 1957 niets meer mee te maken hebben. De maquette raakte daarna in de vergetelheid en bevond zich omstreeks 1988 in zeer slechte staat. De kunstenaar en maquettebouwer Paul Tieman restaureerde de maquette over een periode van ruim vijfentwintig jaar. Vanaf 2015 is de 'maquette van Tagage' (deels) achter het raam van de vroegere portierswoning van het Beyartklooster te zien.
Midden jaren 1960 dook Tagage toch weer in de geschiedenis van de Maastrichtse vestingwerken. In 1965 presenteerde hij de eerste gedetailleerde kaart van de vestinggordel, zoals die er bij de opheffing van de vesting in 1867 bij lag. Tagage schonk de kaart aan het Rijksarchief in Limburg, maar bedong dat de opbrengst van te verkopen reproducties ten goede moest komen aan de missie van de congregatie op Java.
Vanaf 1965 was hij circa vijftien jaar voorzitter van de Maastrichtse afdeling van Limburgs Geschied- en Oudheidkundig Genootschap. Met de Kring Maastricht richtte hij de Stichting Trajectum op, die tussen 1979 en 1988 in de reeks Trajectum vijf brochures voor de schooljeugd uitgaf over gevelstenen, de verovering door Parma in 1579 en over de geschiedenis van Maastricht. Daarnaast was hij ruim twintig jaar lid van de redactie van De Maasgouw (1969-1992). In 1978 was hij mede-oprichter en daarna circa tien jaar bestuurslid en lid van de redactiecommissie van de Stichting Historische Reeks Maastricht, die vanaf 1980 vele tientallen populair-wetenschappelijke boeken en boekjes over het Maastrichtse erfgoed publiceerde. Daarnaast was hij lid van de redactie van het hierboven reeds genoemde Sint-Servaas Bulletin en was hij betrokken bij de uitgave door het Stadsarchief Maastricht van een viertal mappen met reproducties van 19e-eeuwse prenten van Maastricht.
In 1976 werd op zijn initiatief het Sint Servaasgilde opgericht, het dragersgilde van het borstbeeld van Sint-Servaas, nadat de Broeders van de Beyart die taak niet langer op zich konden nemen. Midden jaren 1980 was Tagage een van de initiatiefnemers van het museum van devotionalia 'Santjes en Kantjes' (tegenwoordig onderdeel van de Schatkamer van de Onze-Lieve-Vrouwebasiliek).

### Privéleven
Broeder Tagage woonde het grootste deel van zijn leven in het klooster De Beyart in het centrum van Maastricht, waar hij lid was van de communauteit Ludovicus. Volgens zijn medebroeders kenmerkte hij zich door een zekere breedsprakigheid en kon hij zich druk maken over, in hun ogen, onbeduidende zaken. Waar hij ten opzichte van vreemden een zekere reserve in acht nam, genoot hij van het gemeenschapsleven in de eigen kring. Dat contact miste hij intens tijdens zijn verblijf in vrijwel leegstaande pastorieën en aan de Sauterneslaan. Zijn leven lang was hij fan van het Oranjehuis. Zijn lijfblad was NRC Handelsblad, dat hij 's avonds las, naast zijn bordje met boterhammen. Na zijn emeritaat keerde hij terug naar De Beyart, waar hij een appartement bewoonde in het woonzorgcentrum van het klooster. De studie kon hij echter niet laten. In de zogenaamde 'Voorbouw' beschikte hij over een grote studeerkamer, voorheen de directeurskamer van de Centrale Bibliotheek. Vrijwel dagelijks was hij 's morgens nog van negen tot twaalf te vinden in de studiezaal van het Rijksarchief, waar hij de middeleeuwse archieven van het Maastrichtse Kruisherenklooster transcribeerde en vertaalde uit het Latijn.
Tagage heeft het werk niet kunnen voltooien. Hij overleed in 2012 op 89-jarige leeftijd. De uitvaart vond plaats op 2 mei 2012 in de Sint-Servaasbasiliek. Ofschoon hij net als veel confraters na het Tweede Vaticaans Concilie op een zwart pak met priesterboord was overgestapt, werd hij op zijn uitdrukkelijke wens begraven in de broedertoog. Zijn graf bevindt zich op de begraafplaats van de Broeders van de Onbevlekte Ontvangenis bij de voormalige Kweekschool aan de Tongerseweg, nu gelegen aan de Anjoulaan.

## Eerbewijzen

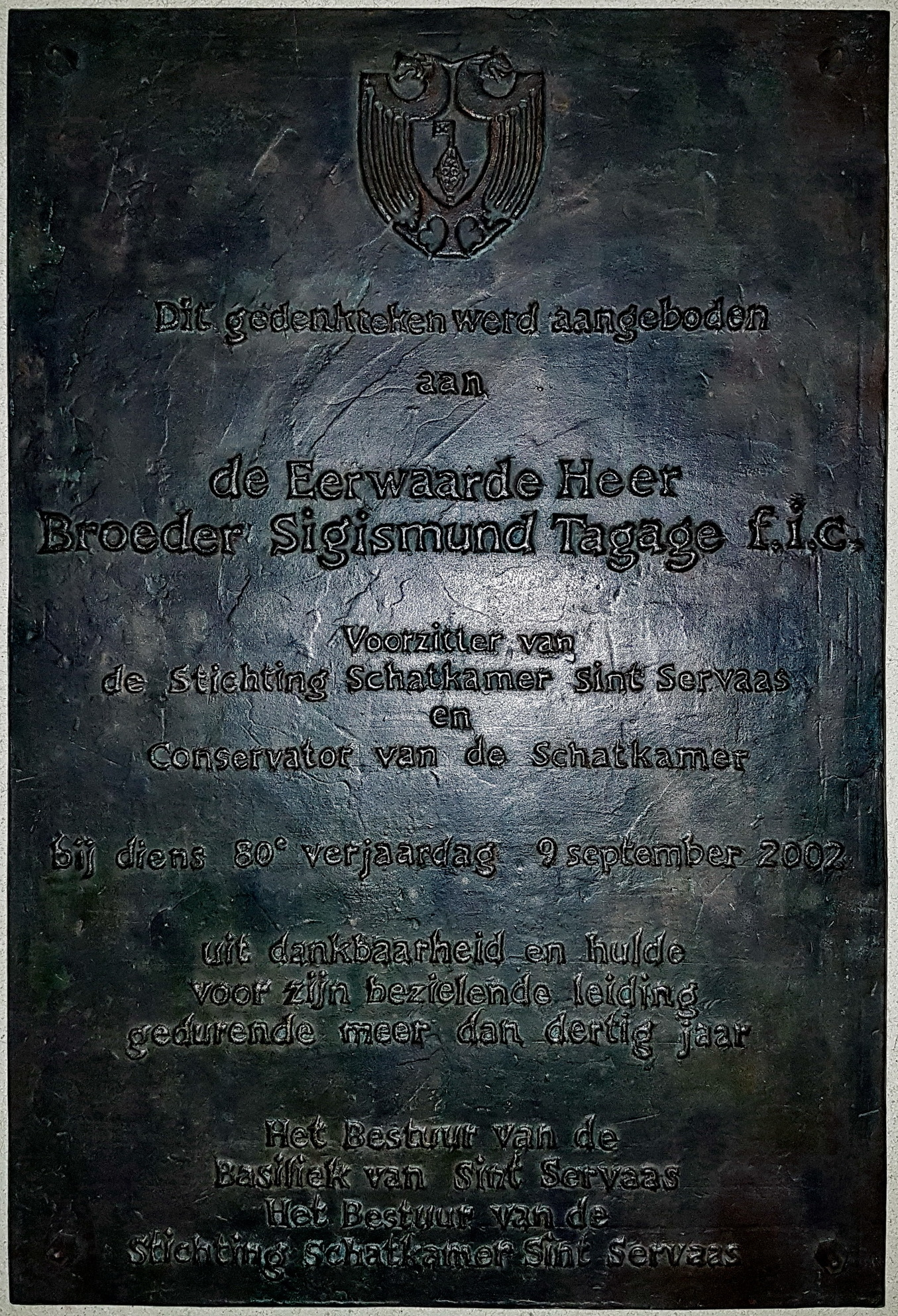
Plaquette in de Schatkamer van de Sint-Servaasbasiliek

- De onder leiding van Tagage gebouwde stadsmaquette werd in 1957 tijdens een expositie bekroond met een medaille van het Ministerie van Onderwijs, Kunsten en Wetenschappen.[17]
- In 1978 werd Tagage benoemd tot ridder in de Orde van Oranje-Nassau.[21]
- In 1984 werd hij onderscheiden met de Eremedaille in brons van de Gemeente Maastricht.[21]
- De Duitse kunsthistorica Renate Kroos droeg in 1985 haar omvangrijke studie naar de Noodkist aan Tagage op ("für S.T."), uit dankbaarheid voor zijn niet-aflatende hulpvaardigheid. Ze noemde hem "der beste und getreueste Helfer über anderthalb Jahrzehnte".[11]
- Bij zijn zeventigste verjaardag in 1992 werd te zijner ere een bundel opstellen gepresenteerd onder de titel: Magister Artium. Onderwijs, Kerk en Kunst in Limburg. Opstellen Br. Sigismund Tagage aangeboden bij zijn zeventigste verjaardag. Het bevatte bijdragen van onder anderen medebroeder Pierre Ubachs (tevens voorzitter van de redactie), Bernadette van Hellenberg Hubar (tevens redactiesecretaris), Aart Mekking (voorwoord), Lex Bosman, Ingrid Evers, Régis de la Haye, A.M. Koldeweij, Mieke de Kreek en Renate Kroos. De benaming 'Magister Artium' in de titel refereert zowel aan zijn leraarschap, als aan zijn liefde voor de kunsten.[22]
- Bij zijn tachtigste verjaardag in 2002 werd in de Schatkamer van de Sint-Servaasbasiliek een bronzen plaquette onthuld, waarop hij geëerd wordt als voorzitter van de Stichting Schatkamer Sint Servaas en als conservator.
- Bij zijn 82e verjaardag (2004) werd Tagage de eremedaille van de stad Maastricht uitgereikt vanwege zijn grote verdiensten voor het onderwijs, de cultuur en het geestelijke leven van de stad.[23]
- In 2006, bij zijn zilveren priesterjubileum, werd een nieuwe, geannoteerde en van inleidende hoofdstukken voorziene vertaling van Jocundus' hagiografie van Sint-Servaas aan Tagage opgedragen.[24]